# Ist ja irre – der dreiste Cowboy
Ist ja irre – der dreiste Cowboy (Originaltitel: Carry On Cowboy) ist der 11. Film aus der Carry-On-Filmreihe.

## Inhalt
In Stodge City (Parodie auf Dodge City) läuft das Leben in ruhigen Bahnen. Bürgermeister – in Personalunion auch Richter – Burke führt ein strenges Regiment. Alkohol ist verboten, ebenso das Spucken und Fluchen. Die Pötte beim Pokern bestehen nicht aus Geld, sondern aus echten (Nacht-)Pötten.
Doch dann taucht Rumpo Kid auf. Als erstes reduziert er die Zahl der Einwohner Stodge Citys von 204 auf 201. Danach übernimmt er den Saloon von Belle und macht ein prosperierendes Sündenbabel daraus. Zudem werden die braven Bewohner terrorisiert. Rinderdiebstahl ist an der Tagesordnung und wenn Rumpo Geld braucht, hebt er es eben von der Bank ab. Dass er dabei drei Kassierer in zwei Wochen erschießt, ist nur eine Randerscheinung. Als der alternde, nahezu blinde und taube Sheriff Earp (natürlich Albert, nicht Wyatt!) beim Versuch, Rumpo Kid zu verhaften, erschossen wird, weiß sich Richter Burke nicht mehr anders zu helfen, als in Washington, D.C. einen Marshal anzufordern.
Nun sind Marshalls gerade Mangelware, und in der Not verwechselt man den Sanitäringenieur Marshall P. Knutt, der sich gerade um eine Stelle bewirbt, mit einem Berufsmarshall und schickt ihn nach Stodge City, um dort „eine Säuberungsaktion vorzunehmen“. Man muss sicher nicht erwähnen, dass Knutt keinesfalls ein Revolverheld ist.
In der Postkutsche begegnet er Annie Oakley, die ebenfalls auf dem Weg nach Stodge ist, um ihren Vater zu rächen. Dummerweise überfallen von Rumpo Kid angestiftete Indianer die Kutsche. Diese Indianer werden von ihrem dümmlichen Häuptling Big Heap – seines Zeichens Alkoholiker – von einem Desaster ins nächste geführt. Annie gelingt es den Angriff abzuwehren, in Stodge jedoch wird Knutt als Held gefeiert.
Die nun beginnenden Konflikte, Liebeleien und Missverständnisse kulminieren natürlich in einem großen Finale.

## Bemerkungen
Wie schon bei Cäsar liebt Cleopatra werden alle Klischees bedient. Zudem bedient man sich am reichen Fundus legendärer Orte und Namen des Westerngenres. Dabei wird aus Dodge City eben einmal Stodge City und aus Wyatt Earp wird ein klappriger, alter Albert Earp. Die finale Szene aus High Noon wird in komödiantischer Form zitiert. Bernard Bresslaw tritt erstmals in der Reihe auf, 13 weitere Auftritte sollten folgen.
Die deutsche Kinoerstaufführung unter dem Titel Rumpo Kid bittet zum Duell war am 7. Juli 1967. Das ZDF ließ dann eine Neusynchronisation erstellen, die am 7. Januar 1986 erstmals ausgestrahlt wurde.

## Kritiken
- „(…) An der Seite der schießfreudigen Annie sind eine Reihe von Abenteuern zu bestehen, die die turbulente Handlung dieser Westernparodie in Gang halten. Klamaukunterhaltung auf bescheidenem Niveau.“ – Lexikon des internationalen Films[1]

- Joe Hembus merkt an, der Witz des Filmes bestehe „meist in groben Zweideutigkeiten und erprobten Gags.“[2]

- Phil Hardy stellt fest, der Film sei zwar „derb gemacht“, habe aber durchaus „ein paar versöhnlich stimmende Teilaspekte“[3]

- Der Evangelische Filmbeobachter hält nichts von dem Streifen: „Mißlungener Parodie-Versuch auf die Gattung des Western. Einige gute Gags entschädigen noch nicht für überwiegende Langeweile. Der Witz ist spärlich und leider oft auf Biertischniveau. Der Western-Fan erspare sich diesen Kinobesuch!“[4]